# Carlos Haverbeck
Carlos Haverbeck Ritcher; (Valdivia, 13 de febrero de 1894 - 23 de septiembre de 1953) fue un comerciante y político radical chileno. Hijo del alcalde de Valdivia (1920-1922), Alberto Haverbeck y Clara Richter, contrajo matrimonio con Inés Bischoff (1914).

## Actividades Profesionales
Estudió en el Liceo de Valdivia y en el Instituto Alemán de Valparaíso. Se dedicó al comercio y la política. Comenzó a trabajar con su padre en lo que posteriormente se llamaría Sociedad Alberto Haverbeck e Hijo.
Socio de la empresa Haverbeck y Skalweit, que luego se transformó en la Sociedad Naviera Haverbeck y Skalweit S.A. Sus actividades agrícolas giraron bajo la razón social de Sociedad Agrícola y Comercial Agricola Allipén, de la que fue propietario junto a su hermana Elena.

## Actividades Políticas
Militante del Partido Radical (1933), fue segundo Alcalde de Valdivia (1935).
Electo Senador por la 9ª agrupación provincial de Valdivia y Chiloé (1933-1937), integrando la comisión de Obras Públicas y Vías de Comunicación.
Reelecto Senador por la reformada agrupación, a las provincias de Valdivia y Chiloé se unieron Llanquihue, Aysén y Magallanes (1937-1945). Integró la comisión permanente de Agricultura y Colonización.
En 1945 ingresó al Partido Liberal y en 1946 al Partido Liberal Progresista, al que perteneció hasta su disolución en 1953.
Nuevamente Senador por la misma agrupación (1945-1953), en esta ocasión integró la comisión de Obras Públicas y Vías de Comunicación.

## Otras actividades
Fue Director de la Compañía Nacional de Teléfonos, Juez de Subdelegaciones en varias oportunidades y Consejero de la Caja Agraria.
Socio del Club de Valdivia, del Club Alemán de Valdivia y miembro del Cuerpo de Bomberos de la misma ciudad.